# 克瓦內爾灣

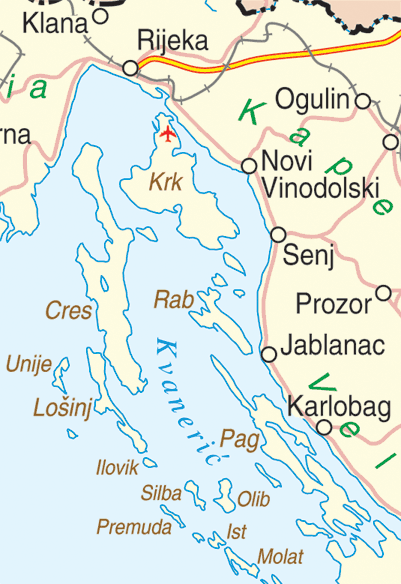

克瓦內爾灣（克罗地亚语：Kvarnerski zaljev；意大利语：Golfo del Quarnaro 或 Carnaro，译作卡尔纳罗湾；英语：Kvarner Gulf 或 Kvarner Bay）是克羅地亞的海灣，位於伊斯特里亞半島和該國之間的亞得里亞海北部，海灣內的島嶼有茨雷斯島、克爾克島、帕島、拉布島、洛希尼島等。
44°54′N 14°36′E / 44.900°N 14.600°E